# Una noche sin luna
Das Episodendrama Una noche sin luna (span. für „Eine mondlose Nacht“) ist der erste Spielfilm des uruguayischen Regisseurs Germán Tejeira aus dem Jahr 2014. Der Film gewann 2014 beim Zurich Film Festival in der Kategorie Internationaler Film.

## Handlung
In der Silvesternacht wollen drei Männer der Einsamkeit entfliehen und machen sich auf den Weg nach Malabrigo, einem kleinen Ort in Uruguay.
Da ist der geschiedene Taxifahrer César, der die neue Familie seiner Ex-Frau besucht und seine Beziehung zu seiner fünfjährigen Tochter, die bei der Mutter lebt, wieder mit mehr Leben erfüllen möchte. Nach einem Abendessen im Kreis der neuen Familie besuchen die beiden einen Vergnügungspark, dessen Wächter die Fahrgeschäfte eigens für die beiden einschalten.
Der alternde Zauberkünstler Antonio, mit seinem weißen Kaninchen Oliver zu einem Auftritt im Gemeindezentrum von Malabrigo unterwegs, wird auf dem Weg durch eine Autopanne gezwungen, die Nacht auf einer Landstraße zu verbringen. An einer nahen Mautstation macht er die Bekanntschaft der ebenfalls einsamen Mautkontrolleurin Laura, die in dieser grenznahen Gegend verhindern soll, dass Fahrer durch die Benutzung der Nebenstraße die Maut der Autobahn umgehen. Laura hat sich mit einem Audiokurs Chinesisch und einer Flasche Wein, die sie aber nicht öffnen kann, auf einen Silvesterabend im Niemandsland vorbereitet.
Der Sänger und Gitarrist Miguel Angel bekommt aus dem Gefängnis, in dem er noch 14 Monate verbringen muss, Freigang: Bei einem Konzert in jenem Gemeindezentrum soll er einen verhinderten Kollegen vertreten. Zwar kündigt der Veranstaltungsleiter ihn als groß und berühmt an, doch es macht nicht den Anschein, als entspräche dies den Tatsachen. Er will an diesem Abend sein Comeback feiern, auch wenn zunächst niemand ihm zuhört.

## Produktion
Der Film wurde von Raindogs Cine aus Montevideo, einer Produktionsfirma der Regisseure Germán Tejeira und Julián Goyoaga und von Cine El Calefón produziert.

## Figuren
In diesem Film werden „die kleinen Leute scheinbar in ihrem Alltag porträtiert, und doch erleben sie ganz außergewöhnliche Dinge in dieser Nacht.“
Christoph Schneider nannte die Figuren „Antihelden, die keine Geschichte mehr liefern können, weil das Leben sie gezeichnet hat.“ Den Figuren fällt es schwer, in Beziehung zu anderen Menschen zu treten. Sie sind „stets auf dem Weg zu jemandem oder weg von jemandem“ und „erlebten Momente der Nähe und Zärtlichkeit, der Anerkennung und Vertrautheit, aber auch das Gefühl, verlassen und einsam zu sein.“ Es wirkt, als hätten die Figuren „keinen Platz in der Welt“ gefunden. „Schweigsam, unsicher und suchend in ihrem Blick“ seien sie, so Schmöller, und gewännen doch oder vielleicht gerade deshalb das Herz der Zuschauer. Dies mag auch daran liegen, dass es der Film, wie Diego Brodersen bemerkte, vermeidet, auf die Figuren herabzuschauen, und stattdessen Warmherzigkeit ausstrahlt. Auch wird kein Urteil über die Figuren gefällt. Der Film, so Harguindey, zeichne die Protagonisten mit großer Genauigkeit und vermittle das Gefühl, man verstehe sie und gewinne sie lieb.
Man erfährt nicht viel über die Lebensumstände der Figuren. So bleibt etwa im Dunkeln, wofür Miguel verurteilt wurde oder welche Vergangenheit der Zauberkünstler hat. Dieser erinnert, so Jonathan Holland, eher an einen Gangster in der Art von Steve Buscemi als an einen Berufszauberer.
Da der Film nur wenige Dialoge hat, spielen Mimik, Gestik und Musik eine besondere Rolle. Die Untermalung mit „angenehm melancholischem Soundtrack“, die melancholische Musik von Boselli und Otero passt zum Film, und Tom Waits’ Ballade Lullaby, die in einer Sequenz zu hören ist, bringt mit ihrer unschuldiger Sehnsucht die Stimmung des Films perfekt zum Ausdruck.

## Themen und Motive
Übereinstimmend sah die Kritik das Thema Einsamkeit im Zentrum des Films. Die Situierung des Films im ländlichen Nirgendwo Südamerikas passt zur Einsamkeit der Figuren.
Auch die Liebe spielt eine zentrale Rolle, „die Liebe, die erhofft wird oder überrascht, die im Hintergrund schwelt oder einschläft“.
Ebenso wird das Vergehen der Zeit in Form von sich bietenden, ergriffenen oder verpassten Gelegenheiten thematisiert.
Verbunden werden die drei Handlungsstränge durch das Motiv von Stromausfällen, die sich in jener Nacht ereignen. Eine längere Stromunterbrechung hält für alle Figuren Überraschungen bereit. Der Filmtitel (deutsch: Eine mondlose Nacht) verweist auf diesen roten Faden.

## Kritik
Übereinstimmend lobte die Kritik die „Leichtigkeit“ des Films und die Art, wie der Film die Zuschauer durch seine Stimmung gefangen nimmt. Auch die Melancholie des Films wurde von einer ganzen Reihe von Kritikern wahrgenommen, formuliert auch als „Moll“, „Silvester-Blues“ oder „bittersüßer Geschmack“. Jonathan Holland sah „behutsamen Witz“, Verena Schmöller lobte die humorvolle Herangehensweise und die Kombination von Witz, Ironie und unüberwindbarer Tragik. Christoph Schneider sprach von „einem Schuss herrlich absurden Humors“ Jonathan Holland lobte die „erfrischende Direktheit“, Diego Brodersen charakterisierte den Film als „Fabel ohne Moral“.
Kleinere „Anfängerfehler“ sah Jonathan Holland in der Überbetonung von Césars Hoffnungslosigkeit und Isolation durch die Kameraführung; die Gespräche über UFOs seien überflüssig. Lauras Chinesischlernen erzeuge einen „falschen Ton“, und das Schweigen sei in manchen Szenen grundlos lange. Die empathische Zeichnung der Figuren mache aber die Vorhersehbarkeit der Handlung wett. Vereinzelt wurde auch moniert, dass dem Film über weite Strecken die Spannung fehle – „Die Chemie stimmt, aber die Geschichte hinkt hinterher.“ Der Film setze vor allem „auf die Magie des Augenblicks“. Die erste und die dritte Episode böten wenig Neues.
Mehrere Kritiker hielten die Geschichte mit dem Zauberer für die „dynamischste und gelungenste“, weil hier die Kommunikation erfolgreicher sei als in den anderen und weil es gelinge, „den romantischen Zauber der zufälligen Begegnung heraufzubeschwören.“ Der gleichen Meinung war Diego Brodersen, der in dieser Episode die menschlichste sah. Benjamin Harguindey war gar der Ansicht, der Schluss dieser untypischen Boy-meets-girl-Geschichte sei erschütternd und herzzerreißend.

## Filmische Bezüge
Die lose Verbindung der drei Historias Mínimas stellt eine filmische und literarische Kurzform dar, die in Südamerika beliebt ist, seit der gleichnamige argentinische Film des Regisseurs Carlos Sorín 2003 den Goya erhielt. Auch eine Nähe zur Episodenstruktur bei Robert Altman wurde von der Kritik wahrgenommen. Diego Brodersen sprach von „chorischem Aufbau“ und bemerkte, der Film bringe strukturell wenig Neues.
Bei den Geschichten stellte Jonathan Holland eine Nähe zu Raymond Carver fest, die Situierung von Episoden in einer Silvesternacht erinnere an Happy New Year von Christoph Schaub aus dem Jahr 2008. Diego Batlle bemerkte, die Melancholie des Festtags lasse an den Film Felicidades von Lucho Bender denken.
Viele Abgänge von Figuren und Schlüsse von Sequenzen fangen in der Bildmitte an und führen dann nach hinten, in den Horizont hinein und darüber hinaus. Dadurch fühlte sich Christoph Schneider an das Ende von Moderne Zeiten erinnert.

## Nominierungen und Auszeichnungen
- 2014: Einladung zum Festival Internacional de Cine de San Sebastián in der Kategorie Neue Regisseure[10]
- 2014: Filmpreis Goldenes Auge auf dem Zurich Film Festival in der Kategorie Internationaler Film
- 2015: Nominierung für den Cine Latino Award und den New Voices/New Visions Grand Jury Prize, Palm Springs International Film Festival[11]
- 2015: Auszeichnung Color Digital als Bester fiktionaler Spielfilm auf dem uruguayischen Filmfestival Detour[12]
- 2015: Nominierung als Kandidat Uruguays für den Oscar 2016 in der Kategorie Bester fremdsprachiger Film für Uruguay[13]
- 2015: Nominierung als Kandidat Uruguays für den Goya in der Kategorie Bester iberoamerikanischer Film[14]
- 2016: Auswahl für die Teilnahme am Santiago Festival Internacional de Cine (SANFIC) 2016[15]